# Dobropole (obwód tarnopolski)
Dobropole (ukr. Доброполе, Dobropołe) – wieś na Ukrainie, w obwodzie tarnopolskim, w rejonie czortkowskim. W 2001 roku liczyła 617 mieszkańców. W pobliżu wsi przebiega droga krajowa N18.

## Historia
Właścicielem wielkiej posiadłości ziemskiej we wsi był Józef Ochocki (1813–1886).
W II Rzeczypospolitej miejscowość należała do gminy Petlikowice Stare w powiecie buczackim, w województwie tarnopolskim. W 1931 r. wieś liczyła ponad 2000 mieszkańców. W latach 1943–1945 nacjonaliści ukraińscy z OUN-UPA zabili w wiosce łącznie 7 Polaków.
Od 1947 wieś jest siedzibą rady wiejskiej.
We wsi urodził się ukraiński pedagog, krajoznawca, przewodnik turystyczny Mykoła Kozak.

## Zabytki
- kościół filialny parafii w Wiśniowczyku, odnowiony w 1991 roku[6]
- cerkiew św. Jana Chrzciciela

## Ludzie
- ks. Józef Anczarski – w latach 1939–1943 administrator tutejszego kościoła, autor publikacji Kronikarskie zapisy z lat cierpień i grozy w Małopolsce Wschodniej 1939–1946[7].